# لي يونغ جين
لي يونغ جين مواليد 27 أكتوبر 1963 في سول، هو لاعب كرة قدم كوري جنوبي دولي سابق كان يلعب كلاعب وسط. سبق له أن لعب في كأس العالم لكرة القدم مع منتخب بلاده.

## المسيرة الاحترافية

### أندية لعب لها
- أويتا ترينيتا
- نادي سول

## روابط خارجية
- لي يونغ جين على موقع الاتحاد الدولي (مؤرشف)  (الإنجليزية)
- لي يونغ جين على موقع دوري كوريا الجنوبية (الإنجليزية)
- لي يونغ جين على موقع قاعدة بيانات كرة القدم.إي يو (الإنجليزية)
- لي يونغ جين على موقع ناشيونال فوتبول تيمز (الإنجليزية)